# Саймон Райт
Саймон Райт (англ. Simon Wright; нар. 19 червня 1963, Манчестер) — британський барабанщик, відомий по роботі в групах AC/DC і Dio.

## Біографія
На барабанах почав грати ще в дитинстві. Вплив на нього зробили Козі Пауелл, Томмі Олдрідж і Джон Бонем. Професійну кар'єру він розпочав у групі " AIIZ ", яка була заснована у 1979 році у Манчестер і належала до Нової хвилі британського хеві-металу. Група набирала популярність, ставши досить відомої в рідному Манчестері. Групі також вдалося підписати контракт з «Polydor Records». Однак через деякий час група розпадається.
У 1983 році Саймон стає барабанщиком AC/DC натомість пішов Філа Рада. За участю Райта було записано три альбоми: Fly on the Wall, Who Made Who та Blow Up Your Video. Райт покинув групу у 1989 році та був замінений Крісом Слейдом. Після цього Райт грає у групі Rhino Bucket.
Райт також грав у групі Dio у 1990-91 роках і з 1998 по 2010 рік. З його участю записані альбоми Lock up the Wolves, Magica, Killing the Dragon, Master of the Moon, Evil or Divine — Live In New York City та Holy Diver — Live.
Крім гри в групах він також співпрацював з UFO, Michael Schenker Group і John Norum.